# هنس کیل راسموسن
هنس کیل راسموسن (دانمارکی: Hans Kjeld Rasmussen؛ زادهٔ ۱۰ نوامبر ۱۹۵۴) تیرانداز اهل دانمارک است.